# Trigonella elliptica
Trigonella elliptica är en ärtväxtart som beskrevs av Pierre Edmond Boissier. Trigonella elliptica ingår i släktet trigonellor, och familjen ärtväxter. Inga underarter finns listade i Catalogue of Life.